# 1083 (szám)
Az 1083 (római számmal: MLXXXIII) az 1082 és 1084 között található természetes szám.

## A szám a matematikában
A tízes számrendszerbeli 1083-as a kettes számrendszerben 10000111011, a nyolcas számrendszerben 2073, a tizenhatos számrendszerben 43B alakban írható fel.
Az 1083 páratlan szám, összetett szám. Kanonikus alakja 31 · 192, normálalakban az 1,083 · 103 szorzattal írható fel. Hat osztója van a természetes számok halmazán, ezek növekvő sorrendben: 1, 3, 19, 57, 361 és 1083.
Az 1083 tizenkilenc szám valódiosztó-összegeként áll elő, ezek közül a legkisebb is nagyobb 10 000-nél.

## Csillagászat
- 1083 Salvia kisbolygó